# Buslijn 1 (Haaglanden)
Buslijn 1 van HTM is een voormalige buslijn in de regio Haaglanden, in de Nederlandse provincie Zuid-Holland.

## Geschiedenis

### 1958-1964
- 25 mei 1958: De eerste instelling van lijn 1 vond plaats op het traject Staatsspoor - Prins Mauritslaan. Het traject werd overgenomen van tramlijn 1, die op dezelfde dag was opgeheven.
- 1 januari 1964: Wegens het geringe aantal passagiers werd de lijn opgeheven. Wel bleven er nog een tweetal ritten in de avonduren gehandhaafd als concertlijn, ten behoeve van bezoekers van concerten in het Congresgebouw.[1]
- 30 april 1964: Ook deze ritten werden opgeheven wegens onvoldoende bezetting. Een aantal gedupeerde passagiers besloot om de lijn als proef als besloten vervoer met een touringcar te exploiteren, maar ook dat was geen succes en de proef werd weer beëindigd.

### Vanaf 1983
Het lijnnummer 1 werd niet meer gebruikt voor een reguliere buslijn. Wel is het een aantal keren gebruikt voor een tijdelijke buslijn op een gedeelte van het traject van tramlijn 1 (Den Haag - Delft).